# Torresitrachia deflecta
Torresitrachia deflecta är en snäckart som beskrevs av Alan Solem 1985. Torresitrachia deflecta ingår i släktet Torresitrachia och familjen Camaenidae. Inga underarter finns listade i Catalogue of Life.